# Oekraïne op het Eurovisiesongfestival 2003

Oekraïne nam deel aan het Eurovisiesongfestival 2003 in Riga, Letland. Het was de eerste deelname van het land op het Eurovisiesongfestival. De NTU was verantwoordelijk voor de Oekraïense bijdrage voor de editie van 2003.

## Selectieprocedure
Men hield een interne selectie voor de eerste kandidaat die het land zou vertegenwoordigen op het festival. Men koos voor Olexandr met het lied Hasta la vista.

## In Riga
In Letland moest Oekraïne optreden als zestiende, na het Verenigd Koninkrijk en voor Griekenland. Op het einde van de puntentelling bleek dat Olexandr op de veertiende plaats was geëindigd met 30 punten.
België en Nederland hadden geen punten over voor deze inzending.

### Gekregen punten

#### Finale
| 12 punten | 10 punten | 8 punten  | 7 punten | 6 punten |
| --------- | --------- | --------- | -------- | -------- |
|           | - Polen   | - Rusland |          |          |
| 5 punten  | 4 punten  | 3 punten  | 2 punten | 1 punt   |
| - Letland | - Israël  | - Estland |          |          |

### Punten gegeven door Oekraïne

#### Finale
Punten gegeven in de finale:
| 12 punten | Rusland   |
| 10 punten | België    |
| 8 punten  | Polen     |
| 7 punten  | Noorwegen |
| 6 punten  | Roemenië  |
| 5 punten  | Zweden    |
| 4 punten  | IJsland   |
| 3 punten  | Portugal  |
| 2 punten  | Turkije   |
| 1 punt    | Ierland   |

2003 · 2004 · 2005 · 2006 · 2007 · 2008 · 2009 · 2010 · 2011 · 2012 · 2013 · 2014 · 2015 · 2016 · 2017 · 2018 · 2019-2020 · 2021 · 2022 · 2023 · 2024 · 2025